# Shotwellia isleta
Shotwellia isleta är en insektsart som beskrevs av Gurney 1940. Shotwellia isleta ingår i släktet Shotwellia och familjen gräshoppor. Inga underarter finns listade i Catalogue of Life.